# Fokker C.XIV
Fokker CXIV-W là một loại thủy phi cơ sản xuất ở Hà Lan vào thập niên 1930.

## Quốc gia sử dụng
Hà Lan
- Hải quân Hoàng gia Hà Lan

## Tính năng kỹ chiến thuật
Đặc điểm tổng quát
- Kíp lái: 2
- Chiều dài: 9,55 m (31 ft 4 in)
- Sải cánh: 12,05 m (39 ft 7 in)
- Chiều cao: 4,25 m (14 ft 0 in)
- Diện tích cánh: 31,7 m2 (341 ft2)
- Trọng lượng rỗng: 1.315 kg (2.900 lb)
- Trọng lượng có tải: 1.945 kg (4.288 lb)
- Powerplant: 1 × Wright R-975-E3, 340 kW (450 hp) mỗi chiếc

Hiệu suất bay
- Vận tốc cực đại: 230 km/h (140 mph)
- Tầm bay: 950 km (590 dặm)
- Trần bay: 4.800 m (15.750 ft)
- Vận tốc lên cao: 3,4 m/s (660 ft/phút)

Vũ khí trang bị
- 2 × súng máy FN-Browning 7.9 mm